# Campeonato Alemán de Fútbol 1914
El Campeonato Alemán de Fútbol 1914 fue la 12.ª edición de dicho torneo. Participaron 8 equipos (7 campeones de las ligas regionales de fútbol del Imperio alemán y el defensor del título).

## Fase final

### Cuartos de final
| SV Prussia-Samland Königsberg | 1 – 4 | VfB Leipzig |

| SpVgg 1899 Leipzig | 1 – 2 | SpVgg Fürth |

| Berliner BC | 4 – 0 | FC Askania Forst |

| Duisburger SpV | 4 – 1 t.s. | Altonaer FC 93 |

### Semifinales
| SpVgg Fürth | 4 – 3 t.s. | Berliner BC |

| VfB Leipzig | 1 – 0 | Duisburger SpV |

### Final
| SpVgg Fürth | 3 – 2 t.s. | VfB Leipzig |

|                                        |
| Campeón SpVgg Greuther Fürth 1° título |